# Nečekaný host
Nečekaný host (v italském originále L’ospite inatteso) je komická opera (operní žert, gioco lirico) o jednom dějství česko-italského skladatele  Riccarda Picka-Mangiagalliho na libreto Carla Venezianiho. Měla premiéru 25. října 1931 na rozhlasové stanici Milano-Torino-Genoa Radio; jde o první italskou rozhlasovou operu.

## Vznik a historie díla
Strakonický rodák Riccardo Pick-Mangiagalli, po otci z české židovské rodiny a po matce Ital, se proslavil počátkem 19. století jako koncertní klavírista, v meziválečné době byl znám především jako autor baletní hudby a hudby k filmům a od roku 1936 do své smrti roku 1949 působil jako ředitel Konzervatoře Giuseppa Verdiho v Miláně. Součástí jeho díla je však i trojice oper: vedle celovečerní opery Hubičky a rány na námět z commedia dell'arte (1927) a pozdně veristické aktovky Romantické nokturno (1936) je to komická jednoaktová opera Nečekaný host na libreto dramatika a scenáristy Carla Venezianiho (1882–1950). Lehká milostná zápletka je v ní obohacena dobromyslnou parodií operních manýr v podobě tenoristické celebrity. Pickovo-Mangiagalliho zhudebnění je velmi lyrické a v dobovém italském kontextu spíše konzervativní.
Tato opera měla premiéru 25. října 1931 na severoitalské rozhlasové stanici Milano-Torino-Genoa Radio a stala se tak první italskou rozhlasovou operou. Vzápětí ji vydalo vydavatelství Ricordi a rozhlas operu vysílal i v roce 1933 (s jiným obsazením). Nečekaný host však není nijak specificky přizpůsoben rozhlasovému médiu, byl zamýšlen spíše pro scénické uvedení. Divadelní premiéra se konala 14. října 1934 na jevišti Casina Municipale v Sanremu.

## Osoby a první obsazení
| osoba                 | hlasový obor             | premiéra (25. říjen 1931) |
| --------------------- | ------------------------ | ------------------------- |
| Gianello              | soprán (kalhotková role) | Regina Mileni             |
| Jole                  | soprán                   | Ilde Brunazzi             |
| Sigismondo            | tenor                    | Angelo Pintucci           |
| Baron                 | baryton                  | Jago Belloni              |
| Anny, služebná        | …                        | …                         |
| Dáma                  | …                        | …                         |
| Kavalír               | …                        | …                         |
| Hosté a sloužící      |                          |                           |
| Dirigent: Ugo Tansini |                          |                           |

## Děj opery

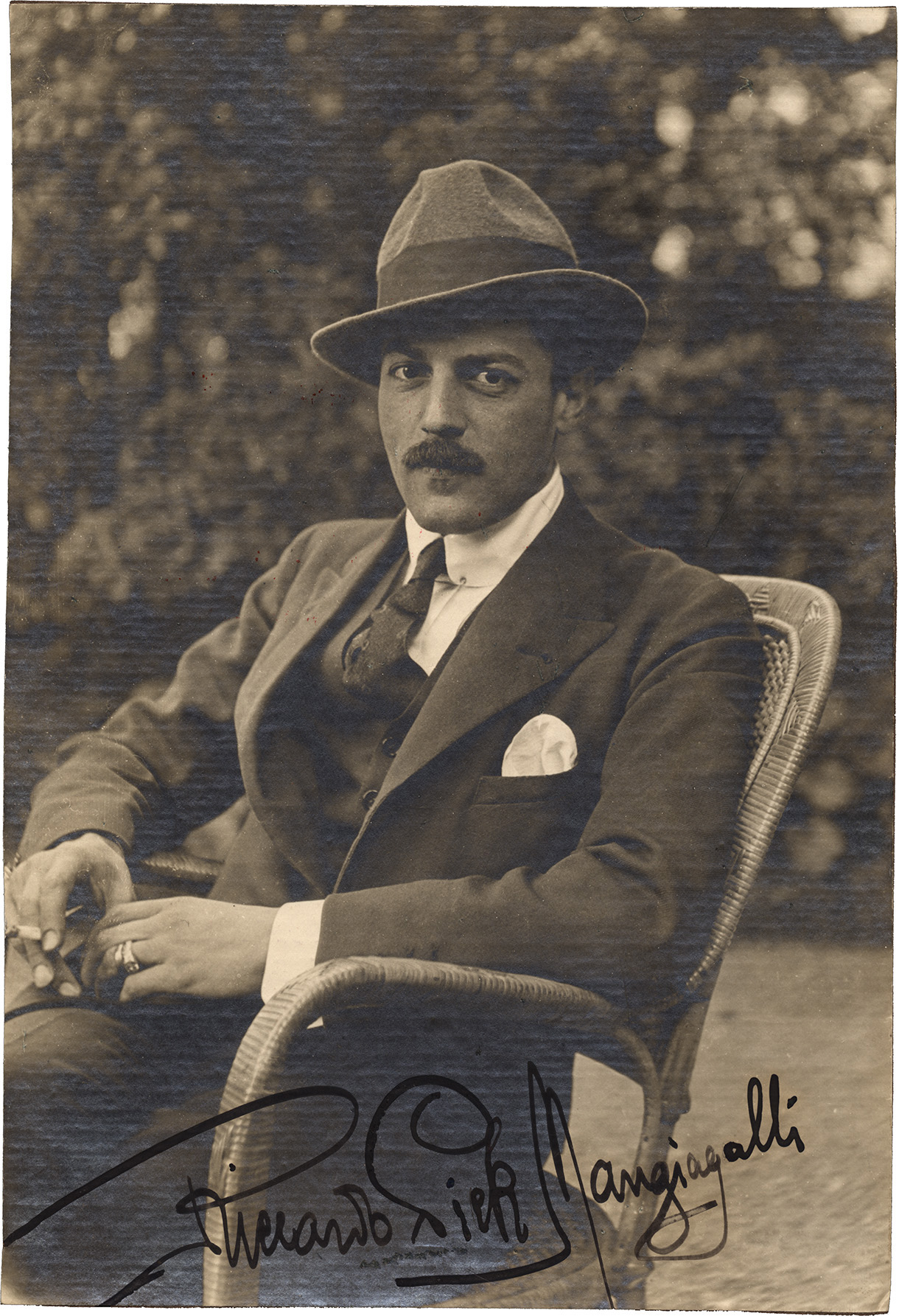
Skladatel Riccardo Pick-Mangiagalli

(Odehrává se v italském městě kolem roku 1830, v zahradě baronovy vily, v noci.)
V baronově vile se odehrává ples; do zahrady zaznívá valčík. Nepozorovaně sem vnikne mladík Gianello a sleduje, jak služebnictvo pod vedením komorné Anny připravuje zákusky k servírování hostům (Di là si danza … Crema, panin de zucchero). Poslední příkazy vydává baronova dcera Jole. Očekává se příchod slavného operního pěvce Sigismonda, ona však vyhlíží jiného hosta (Ehi! Lascia lì sul tavolo). Vrátí se do vily a Gianello vystoupí z úkrytu. Přemítá, zda jsou sladší lahodné zákusky nebo Jole (È l’istante opportuno … Conquistato ho già una cosa).
Baron přichází s dcerou a stěžuje se na Sigismondovu nedochvilnost (Ebben, non vi nascondo … Cantante celebre). Domnívá se totiž, že by se jeho hudbymilovné dceři mohl líbit, ale ta má o pravé lásce romantičtější představu (Zitella io vò restar fino a compièta). Baron pak vyhmátne ze skrýše Gianella a Jole, aby ho ochránila před otcovým hněvem, tvrdí, že to je očekávaný pěvec. Sotva však celá společnost s nadšením obklopí překvapeného Gianella, objeví se jiný Sigismondo (Sigismondo, vago e tondo). Hostitel i hosté jsou zmateni a oba Sigismondové prohlašují toho druhého za podvodníka.
Jole navrhuje, že se pravý umělec pozná podle zpěvu. Skutečný Sigismondo začíná a zpívá virtuózní árii (Floralia per me spasima), která sklidí hlasitý obdiv. Všichni čekají, jak odpoví Gianello (Ésita ed ánsima). Jeho procítěná píseň vyznávající lásku Jole (E voglio ach’io cantar per chi me piace) sice neohromí takovou technikou, ale dojme všechny včetně barona. Hosté se vracejí do tanečního sálu a Jole v setmělé zahradě Gianellovo vyznání přijímá (Voi non parlate? Evvia).